# نوچه
نوچه در زورخانه به ورزشکاری گفته می‌شود که زیر نظر پهلوان، فن‌های کشتی را می‌آموزد و شاگرد او به‌شمار می‌رود. او از نظر تردستی و چابکی برگزیده‌ترین شاگردان آن پهلوان است.

در ایران قدیم لات‌ها و محله گردان‌هایی که اسم و رسمی برای خودشان به هم زده بودند، دیگر خود مستقیماً در دعوا شرکت نمی‌کردند، در نتیجه نوچه‌هایی داشتند و غیرمستقیم و از طریق هدایت آن‌ها وارد دعوا می‌شدند. به عنوان مثال حسین بنکدار تهرانی در اظهارات و خاطره‌گویی‌هایی از لات‌ها و محله گردان‌های آن زمان تعریف می‌کند:
"امیر موبور همین‌که طیب را می‌دید، شروع می‌کرد به دری‌وری گفتن و لیچار بار او می‌کرد، اما طیب حتی برنمی‌گشت نگاه کند، فقط نوچه‌هایش مراقبت می‌کردند که یک وقت دار و دسته امیرموبور صدمه‌ای به طیب نزنند."